# Хегай, Эдуард Григорьевич
Эдуа́рд Григо́рьевич Хега́й (род. 20 апреля 1970, Алма-Ата) — российский религиозный деятель, методистский епископ, глава Российской объединённой методистской церкви (РОМЦ) с 2012 года.
По собственному признанию, «стал христианином благодаря Объединённой методистской церкви». В 1993 году Эдуард Хегай окончил Московский государственный технический университет имени Н. Э. Баумана, в том же году начал учиться в Богословской семинарии ОМЦ в Москве. Кроме того, в дальнейшем он стал магистром богословия в Школе богословия Кандлера Университета Эмори в Атланте и доктором служения (2010) в Богословской семинарии Уэсли в Вашингтоне. В 1996 году Эдуард Хегай был рукоположен в пасторы ОМЦ, в 2001 году — в сан пресвитера. В 2005 году он стал служить пастором в московской методистской церкви «Радуга». С 2005 по 2012 год Эдуард Хегай был секретарём и помощником епископа Ханса Вяксби и вместе с ним разрабатывал планы развития методистских церквей в России.
В 2012 году Эдуард Хегай был избран главой РОМЦ, сменив Ханса Вяксби. Является членом Консультативного совета глав протестантских церквей России.
Женат на Виктории Ногай.